# Entre-Vignes
Entre-Vignes község Franciaország Okcitánia régiójában, Hérault megyében. Új községként 2019. január 1-jén jött létre két korábbi község: Saint-Christol és Vérargues egyesítésével. Az egyesüléskor az új község lélekszáma 2155 fő lett. Lakosainak száma 2186 fő (2022. január 1.).

## Népesség
| Lakosok száma | 2136 | 2128 | 2107 | 2133 | 2160 | 2186 |
|               | 2017 | 2018 | 2019 | 2020 | 2021 | 2022 |